# 393 (szám)
A 393 (római számmal: CCCXCIII) egy természetes szám, félprím, a 3 és a 131 szorzata.

## A szám a matematikában
A tízes számrendszerbeli 393-as a kettes számrendszerben 110001001, a nyolcas számrendszerben 611, a tizenhatos számrendszerben 189 alakban írható fel.
A 393 páratlan szám, összetett szám, azon belül félprím, kanonikus alakban a 31 · 1311 szorzattal, normálalakban a 3,93 · 102 szorzattal írható fel. Négy osztója van a természetes számok halmazán, ezek növekvő sorrendben: 1, 3, 131 és 393.
A 393 négyzete 154 449, köbe 60 698 457, négyzetgyöke 19,82423, köbgyöke 7,32483, reciproka 0,0025445. A 393 egység sugarú kör kerülete 2469,29183 egység, területe 485 215,84375 területegység; a 393 egység sugarú gömb térfogata 254 253 102,1 térfogategység.